# Strongylodon lucidus
Strongylodon lucidus är en ärtväxtart som först beskrevs av Johann Georg Adam Forster, och fick sitt nu gällande namn av Berthold Carl Seemann. Strongylodon lucidus ingår i släktet Strongylodon och familjen ärtväxter. Inga underarter finns listade i Catalogue of Life.